# Kabinet-Kekkonen I
Het kabinet–Kekkonen I was de regering van de Republiek Finland van 17 maart 1950 tot 17 januari 1951.

## Kabinet–Kekkonen I (1950–1951)
| Ambtsbekleder                   | Ambtsbekleder       | Ambtsbekleder                   | Functie(s)                                             | Ambtstermijn      | Ambtstermijn      | Partij(en)                     |
| ------------------------------- | ------------------- | ------------------------------- | ------------------------------------------------------ | ----------------- | ----------------- | ------------------------------ |
|                                 | Urho Kekkonen       | Urho Kekkonen (1900–1986)       | Premier                                                | 17 maart 1950     | 17 januari 1951   | Centrumpartij                  |
| Minister van Binnenlandse Zaken | Urho Kekkonen       | Urho Kekkonen (1900–1986)       |                                                        | 17 maart 1950     | 17 januari 1951   | Centrumpartij                  |
|                                 | Åke Gartz           | Åke Gartz (1888–1974)           | Minister van Buitenlandse Zaken                        | 17 maart 1950     | 17 januari 1951   | Onafhankelijk                  |
|                                 | Jussi Sukselainen   | Jussi Sukselainen (1906–1995)   | Minister van Financiën                                 | 17 maart 1950     | 17 januari 1951   | Centrumpartij                  |
|                                 | Heikki Kannisto     | Heikki Kannisto (1898–1957)     | Minister van Justitie                                  | 17 maart 1950     | 17 januari 1951   | Nationale Progressieve Partij  |
|                                 | Sakari Tuomioja     | Sakari Tuomioja (1911–1964)     | Minister van Economische Zaken                         | 17 maart 1950     | 30 september 1950 | Nationale Progressieve Partij  |
|                                 | Teuvo Aura          | Teuvo Aura (1912–1999)          | Minister van Economische Zaken                         | 30 september 1950 | 17 januari 1951   | Nationale Progressieve Partij  |
|                                 | Kustaa Tiitu        | Kustaa Tiitu (1896–1990)        | Minister van Defensie                                  | 17 maart 1950     | 17 januari 1951   | Centrumpartij                  |
|                                 | Ralf Törngren       | Ralf Törngren (1899–1961)       | Minister van Sociale Zaken                             | 17 maart 1950     | 17 januari 1951   | Zweedse Volkspartij in Finland |
|                                 |                     | Lennart Heljas (1896–1972)      | Minister van Onderwijs                                 | 17 maart 1950     | 17 januari 1951   | Centrumpartij                  |
|                                 | Martti Miettunen    | Martti Miettunen (1907–2002)    | Minister van Transport                                 | 17 maart 1950     | 17 januari 1951   | Centrumpartij                  |
|                                 | Taavi Vilhula       | Taavi Vilhula (1897–1976)       | Minister van Landbouw                                  | 17 maart 1950     | 17 januari 1951   | Centrumpartij                  |
| Ministers zonder portefeuille   |                     |                                 |                                                        |                   |                   |                                |
| Ambtsbekleder                   | Ambtsbekleder       | Ambtsbekleder                   | Functie(s)                                             | Ambtstermijn      | Ambtstermijn      | Partij(en)                     |
|                                 | Nils Meinander      | Nils Meinander (1910–1985)      | Minister voor Belastingzaken                           | 17 maart 1950     | 17 januari 1951   | Zweedse Volkspartij in Finland |
|                                 | Lauri Riikonen      | Lauri Riikonen (1900–1973)      | Minister voor Volkshuisvesting en Ruimtelijke ordening | 17 maart 1950     | 30 september 1950 | Centrumpartij                  |
|                                 | Johannes Virolainen | Johannes Virolainen (1914–2000) | Minister voor Volkshuisvesting en Ruimtelijke ordening | 30 september 1950 | 17 januari 1951   | Centrumpartij                  |
|                                 | Kauno Kleemola      | Kauno Kleemola (1906–1965)      | Ministers voor Openbare Werken                         | 17 maart 1950     | 17 januari 1951   | Centrumpartij                  |
|                                 | Vihtori Vesterinen  | Vihtori Vesterinen (1885–1958)  | Ministers voor Openbare Werken                         | 17 maart 1950     | 17 januari 195    | Centrumpartij                  |
|                                 | Eemil Luukka        | Eemil Luukka (1892–1970)        | Minister voor Agrarische Zaken                         | 17 maart 1950     | 17 januari 1951   | Centrumpartij                  |